# Siling (socken i Kina, Guangxi)
Siling (kinesiska: 思灵乡, 思灵) är en socken i Kina. Den ligger i den autonoma regionen Guangxi, i den södra delen av landet, omkring 140 kilometer nordost om regionhuvudstaden Nanning. Antalet invånare är 19385. Befolkningen består av 9 522 kvinnor och 9 863 män. Barn under 15 år utgör 26,0 %, vuxna 15-64 år 63 %, och äldre över 65 år 9,0 %.
Genomsnittlig årsnederbörd är 2 190 millimeter. Den regnigaste månaden är juni, med i genomsnitt 361 mm nederbörd, och den torraste är oktober, med 42 mm nederbörd.